# Erebia christi
Erebia christi är en fjärilsart som beskrevs av Rätzer 1890. Erebia christi ingår i släktet Erebia och familjen praktfjärilar. IUCN kategoriserar arten globalt som sårbar. Inga underarter finns listade i Catalogue of Life.

## Bildgalleri

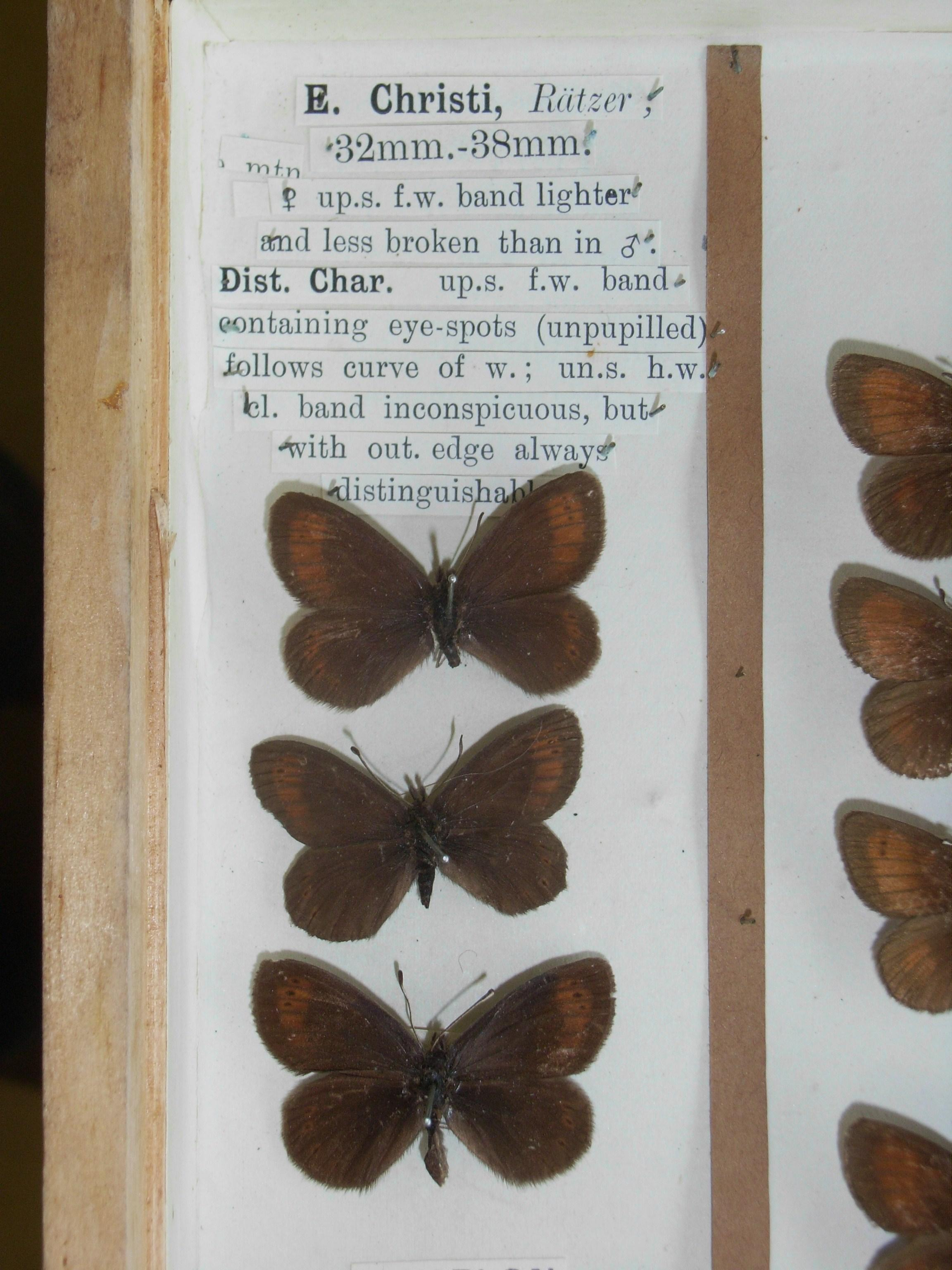